# Tour Michelet
Tour Michelet (věž Michelet) dříve známá pod názvem Tour Total je mrakodrap v Paříži ve čtvrti La Défense. Využití budovy je převážně v oblasti obchodu a administrativy, sídlí zde různé kanceláře, jedná se hlavně o firmu Total.
Budova byla postavena roku 1985. Vysoká je 117 m a řadí se mezi mrakodrapy třetí generace na La Défense. Změna názvu celé věže se udála poté, co se spojil její vlastník (tedy společnost Elf) s firmou Total. Architekty stavby jsou Jean Willerval, Henri La Fonta a Branco Vulic.